# Eastwick (Fernsehserie)
Eastwick ist eine US-amerikanische Fantasy-Fernsehserie von Maggie Friedman. Die Serie ist eine Adaption des Buches Die Hexen von Eastwick von John Updike. Die Serie wurde von Curly Girly in Zusammenarbeit mit Warner Bros. Television produziert und startete am 23. September 2009 auf ABC.

## Handlung
Die Serie folgt dem Leben der drei Frauen Roxanne, Joanna und Kat, die sich bei einem Wunschbrunnen treffen. Ein geheimnisvoller Mann namens Darryl Van Horne zieht nach Eastwick; einem nicht näher bekannten Plan folgend, macht er die drei Frauen zu Freunden und setzt ihre übernatürlichen Kräfte frei.

## Produktion
Die Serie basiert auf dem Buch Die Hexen von Eastwick aus dem Jahre 1984 und dem gleichnamigen Film. Während das Buch von John Updike geschrieben wurde, wurde die Serie, die vom Erwachen weiblicher Stärke handeln und magisch und real zugleich sein sollte, von Maggie Friedman entwickelt. ABC bestellte sie im Frühjahr 2009 als Serie. Gedreht wurde sie bei den Warner Bros. Studios in derselben Stadt, in der auch Gilmore Girls von The WB gedreht wurde. Drehstart war im August 2009, als alle Rollen besetzt waren. ABC entschied die Serie am Mittwoch um 22 Uhr, im Anschluss an die ebenfalls neue Comedyserie Cougar Town, starten zu lassen.
Am 9. November 2009 wurde bekannt, dass ABC keine weiteren Episoden mehr bestellen wird, sodass der letzte Drehtag der 16. November 2009 war. Die restlichen Episoden sollten ab dem 25. November 2009 ausgestrahlt werden. Anfang Dezember 2009 gab der Sender bekannt, dass Alles Betty!, vom 6. Januar 2010 an, von Freitag auf den Sendeplatz von Eastwick am Mittwoch wandern wird, sodass die elfte und die dreizehnte Episode bis heute auf ABC unausgestrahlt blieben.

### Casting
Am 23. Februar 2009 konnten Jaime Ray Newman zusammen mit Veronica Cartwright eine Rolle in der Serie ergattern. Am 25. Februar 2009 stieß Lindsay Price und am 5. März 2009 Johann Urb und Jon Bernthal zur Besetzung. Rebecca Romijn war die Letzte der drei Hexen, die am 9. März 2009 besetzt wurde. Sara Rue kam am 10. März zur Besetzung hinzu, Ashley Benson am 22. März. Paul Gross am 13. Juni und zuletzt Matt Dallas am 30. Juli 2009.

## Besetzung
- Rebecca Romijn als Roxanne Torcoletti, basierend auf der Figur Alexandra
- Lindsay Price als Joanna Frankel, basierend auf der Figur Jane
- Jaime Ray Newman als Kat Gardener, basierend auf der Figur Sukie
- Paul Gross als Darryl Van Horne, basierend auf der Figur Darryl
- Sara Rue als Penny Higgins, Joannas beste Freundin
- Ashley Benson als Mia Torcoletti, Roxies Tochter im Teenageralter
- Jon Bernthal als Raymond Gardener, Kats Ehemann und Vater von ihren fünf Kindern
- Johann Urb als Will St. David, Joannas und Kats Geliebter
- Veronica Cartwright als Bun Waverly
- Darren Criss als Josh, Mias Freund und Chads Bruder
- Jack Huston als Jamie, Roxies mysteriöser Nachbar
- Matt Dallas als Chad, Roxies verbotener Freund

## Ausstrahlung
In den USA wurden die ersten zehn Episoden der Serie vom 23. September bis zum 16. Dezember 2009 ausgestrahlt. Die zwölfte Episode wurde am 30. Dezember 2009 als Serienfinale gezeigt. Am 18. Juni 2010, gab ABC bekannt, dass die zwei unausgestrahlten Episoden am 10. Juli 2010 als zweistündiges Event ausgestrahlt werden sollen, änderte diese Entscheidung am 2. Juli 2010 aber wieder und strahlte stattdessen Wiederholungen der Sommerserien Scoundrels und The Gates aus. Ihre Weltpremiere hatten die elfte und die dreizehnte Episode auf dem britischen Hallmark Channel am 19. Januar bzw. am 24. Februar 2010.
Am 10. September 2010 begann der italienische Digitalsender LA 5 mit der Ausstrahlung der Serie.

## Episodenliste
| Nr. | Deutscher Titel | Originaltitel             | Erstausstrahlung USA/UK | Deutschsprachige Erstausstrahlung (—) |
| --- | --------------- | ------------------------- | ----------------------- | ------------------------------------- |
| 1   | —               | Pilot                     | 23. Sep. 2009           | —                                     |
| 2   | —               | Reaping and Sewing        | 30. Sep. 2009           | —                                     |
| 3   | —               | Madams and Madames        | 7. Okt. 2009            | —                                     |
| 4   | —               | Fleas and Casserole       | 14. Okt. 2009           | —                                     |
| 5   | —               | Mooning and Crooning      | 21. Okt. 2009           | —                                     |
| 6   | —               | Bonfire and Betrayal      | 28. Okt. 2009           | —                                     |
| 7   | —               | Red Ants and Black Widows | 4. Nov. 2009            | —                                     |
| 8   | —               | Paint and Pleasure        | 25. Nov. 2009           | —                                     |
| 9   | —               | Tasers and Mind Erasers   | 2. Dez. 2009            | —                                     |
| 10  | —               | Tea and Psychopathy       | 16. Dez. 2009           | —                                     |
| 11  | —               | Red Bath and Beyond       | 19. Jan. 2010           | —                                     |
| 12  | —               | Magic Snow and Creep Gene | 30. Dez. 2009           | —                                     |
| 13  | —               | Pampered and Tampered     | 24. Feb. 2010           | —                                     |

## Kritiken
Die Serie hat bei Metacritic einen Metascore von 50/100 basierend auf 21 Rezensionen. Bei TV.com hat die Serie ein Rating von 8,0/10, basierend auf 854 abgegebenen Stimmen, und bei IMDb.com hat die Serie ein Rating von 7,8/10, basierend auf 1043 abgegebenen Stimmen. Tiffany Connors von der New York Post gab Eastwick mit „A“ die Bestnote, die sie für die neuen Herbstserien vergeben hatte.

“The pilot represents a polished product that neatly introduces an array of characters and establishes Eastwick as a project with no small measure of potential.”

„Die Pilotfolge repräsentiert ein ausgefeiltes Produkt, das geschickt eine Reihe von Figuren einführt und Eastwick als ein Projekt mit nicht geringem Potential etabliert.“

## Auszeichnungen
People’s Choice Awards
- 2010: Nominierung in der Kategorie Beste Neue Drama Fernsehserie.[14]